# 不正知
不正知（ふしょうち、梵: asaṃprajanya、巴: asampajañña）は仏教の用語で、理解力の欠如を指す。
不正知は、知ってはいるものの、間違って知ることである。『発智論』では「非理所引の慧である」と説明される。
不正知は『大乗百法明門論』によれば随煩悩位に分類され、そのうち大随煩悩である。